# 133-й гвардейский истребительный авиационный полк
133-й гвардейский истребительный авиационный Оршанский Краснознамённый полк (133-й гв. иап) — воинская часть Военно-Воздушных сил (ВВС) Вооружённых сил РККА, принимавшая участие в боевых действиях Великой Отечественной войны.

## Наименования полка
- 42-й истребительный авиационный полк;
- 133-й гвардейский истребительный авиационный полк;
- 133-й гвардейский истребительный авиационный Оршанский полк;
- 133-й гвардейский истребительный авиационный Оршанский Краснознамённый полк;
- 684-й гвардейский истребительный авиационный Оршанский Краснознамённый полк;
- Войсковая часть (Полевая почта) 06850.

## Создание полка
133-й гвардейский истребительный авиационный полк образован 9 октября 1943 года путём преобразования из 42-го истребительного авиационного полка в гвардейский за образцовое выполнение боевых задач и проявленные при этом мужество и героизм на основании Приказа НКО СССР.

## Расформирование полка
- 133-й гвардейский истребительный авиационный Оршанский Краснознамённый полк в ноябре 1989 года расформирован в составе 119-й истребительной авиационной дивизии 5-й воздушной армии Одесского военного округа.

## В действующей армии
В составе действующей армии:
- с 9 октября 1943 по 9 мая 1945 года

## Командиры полка
- капитан, майор, подполковник Шинкаренко Фёдор Иванович[3], 16.07.1941 — 28.05.1944
- майор Осипов Александр Васильевич[3], 28.05.1944 — 24.11.1944
- майор Брык Василий Андреевич[3], 24.11.1944 — 13.04.1945
- майор Обухов Тимофей Петрович[3], 13.04.1945 — 09.05.1945

## В составе соединений и объединений
| Период        | Фронт (округ)                                   | армия                | корпус        | дивизия                                  | примечание                               |
| ------------- | ----------------------------------------------- | -------------------- | ------------- | ---------------------------------------- | ---------------------------------------- |
| 26.08.1943 г. | Калининский фронт                               | 3-я воздушная армия  |               | 240-я истребительная авиационная дивизия | Як-9Т                                    |
| 09.10.1943 г. | Калининский фронт                               | 3-я воздушная армия  |               | 240-я истребительная авиационная дивизия | переименован в гвардейский, Як-9Т        |
| 12.11.1943 г. | Калининский фронт                               | 3-я воздушная армия  | Резерв 3-й ВА | 240-я истребительная авиационная дивизия | Як-9Т                                    |
| 31.05.1944 г. | 3-й Белорусский фронт                           | 1-я воздушная армия  |               | 240-я истребительная авиационная дивизия | Як-9Т                                    |
| 14.04.1945 г. | 1-й Белорусский фронт                           | 16-я воздушная армия |               | 240-я истребительная авиационная дивизия | для участия в Берлинской операции, Як-9Т |
| 09.05.1945 г. | 1-й Белорусский фронт                           | 16-я воздушная армия |               | 240-я истребительная авиационная дивизия | Берлин, Як-9Т                            |
| 10.06.1945 г. | Группа советских оккупационных войск в Германии | 16-я воздушная армия |               | 240-я истребительная авиационная дивизия | Як-9                                     |
| 10.01.1949 г. | Группа советских оккупационных войск в Германии | 24-я воздушная армия |               | 119-я истребительная авиационная дивизия | полк переименован в 684-й гв. иап, Як-9  |
| 10.10.1951 г. | Одесский военный округ                          | 48-я воздушная армия |               | 119-я истребительная авиационная дивизия | Як-17, МиГ-15                            |
| 01.11.1989 г. | Одесский военный округ                          | 5-я воздушная армия  |               | 119-я истребительная авиационная дивизия | МиГ-23, полк расформирован               |

## Участие в сражениях и битвах
- Невельская наступательная операция — с 6 октября 1943 года по 10 октября 1943 года.
- Белорусская операция — с 23 июня 1944 года по 28 августа 1944 года.
- Витебско-Оршанская операция — с 23 июня 1944 года по 26 июня 1944 года.
- Минская операция — с 29 июня 1944 года по 4 июля 1944 года.
- Вильнюсская фронтовая наступательная операция — с 5 июля 1944 года по 20 июля 1944 года.
- Каунасская наступательная операция — с 28 июля 1944 года по 28 августа 1944 года.
- Гумбиннен-Гольдапская операция — с 16 октября 1944 года по 27 октября 1944 года.
- Восточно-Прусская операция — с 13 января 1945 года по 25 апреля 1945 года.
- Инстербургско-Кенигсбергская операция — с 13 января 1945 года по 27 января 1945 года.
- Кенигсбергская операция — с 6 апреля 1945 года по 9 апреля 1945 года.
- Земландская наступательная операция — с 13 апреля 1945 года по 25 апреля 1945 года.
- Берлинская наступательная операция — с 16 апреля 1945 года по 8 мая 1945 года.

## Почётные наименования
133-му гвардейскому истребительному авиационному полку 6 июля 1944 года за отличие в боях за овладение городом и оперативно важным железнодорожным узлом Орша приказом ВГК присвоено почётное наименование «Оршанский».

## Награды
133-й гвардейский истребительный авиационный Оршанский полк 25 июля 1944 года за образцовое выполнение заданий командования в боях с немецкими захватчиками за овладение городом Лида и проявленные при этом доблесть и мужество Указом Президиума Верховного Совета СССР награждён орденом Красного Знамени.

## Благодарности Верховного Главнокомандования
Верховным Главнокомандующим объявлены благодарности:
- за освобождение города Невель[6]
- за прорыв сильно укреплённой и развитой в глубину обороны Витебского укреплённого района немцев, южнее города Витебск[7]
- за освобождение города Орша[8]
- за овладение городом Минск[9]
- за овладение городом Гродно[10]
- за овладение городом и крепостью Каунас (Ковно)[11]
- за прорыв обороны немцев и вторжение в пределы Восточной Пруссии[12]
- за прорыв обороны немцев в Восточной Пруссии[13]
- за овладение городами Тильзит, Гросс-Скайсгиррен, Ауловенен, Жиллен и Каукемен[14]
- за овладение городом Инстербург[15]
- за овладение городами Вормдитт и Мельзак[16]
- за овладение городом Хайлигенбайль[17]
- за разгром группы немецких войск юго-западнее Кёнигсберга[18]
- за овладение городом и крепостью Кёнигсберг[19]

## Отличившиеся воины полка
- Власов Николай Иванович, командир эскадрильи 42-го истребительного авиационного полка, Указом Президиума Верховного Совета СССР 23 ноября 1942 года удостоен звания Герой Советского Союза будучи старшим инспектором по технике пилотирования истребительной авиации ВВС РККА. Золотая Звезда № 756. Навечно зачислен в списки полка.
- Зимин Георгий Васильевич, заместитель командира 42-го истребительного авиационного полка, Указом Президиума Верховного Совета СССР 28 сентября 1943 года удостоен звания Герой Советского Союза будучи командиром 240-й истребительной авиационной дивизии. Золотая Звезда № 1130
- Герман Григорий Иванович, лейтенант, заместитель командира 42-го истребительного авиационного полка 240-й истребительной авиационной дивизии 3-й воздушной армии Указом Президиума Верховного Совета СССР 28 сентября 1943 года удостоен звания Герой Советского Союза. Золотая Звезда № 1070
- Тихонов Николай Викторович, капитан, командир эскадрильи 42-го истребительного авиационного полка 240-й истребительной авиационной дивизии 3-й воздушной армии Указом Президиума Верховного Совета СССР удостоен звания Герой Советского Союза. Посмертно.
- Зудилов Иван Сергеевич, командир звена 42-го истребительного авиационного полка, Указом Президиума Верховного Совета СССР 5 мая 1942 года удостоен звания Герой Советского Союза будучи командиром звена 163-го истребительного авиационного полка. Золотая Звезда № 1034
- Кольцов Алексей Иванович, командир звена 42-го истребительного авиационного полка, Указом Президиума Верховного Совета СССР 2 сентября 1943 года удостоен звания Герой Советского Союза будучи командиром 937-го истребительного авиационного полка. Золотая Звезда № 1118

## Интересные эпизоды
30 декабря 1944 года летчики полка гвардии капитан Н. А. Портнов и его ведомый гвардии младший лейтенант В. И. Зевалов, выполняя разведывательный полет в районе населенного пункта Даркемен, увидели 12 самолётов FW-190. Летчики решили атаковать их, но внезапно сами оказались под огнем истребителей прикрытия сверху. Капитан Портнов вышел из-под атаки резким разворотом влево, а Зевалов среагировал на этот манёвр ведущего с опозданием, потерял скорость и свалился в штопор. Когда младший лейтенант вывел свою машину в горизонтальный полет, то обнаружил, что «сидит на хвосте» у одного из «фоккеров». С дистанции 50 метров он дал по «фокке-вульфу» длинную очередь… и промахнулся. Но немецкий летчик от огненной трассы резко шарахнулся в сторону и столкнулся со своим ведомым. При этом один «фокке-вульф» рассыпался в воздухе (его записали на боевой счет Зевалова), а другой сорвался в штопор и был потерян на фоне местности. Вся группа немецких самолётов находилась над своей территорией. В суматохе они сбросили бомбы на свои войска и с левым разворотом ушли на запад.

## Статистика боевых действий
Всего за годы Великой Отечественной войны полком:
| Выполнено боевых вылетов | Сбито самолётов в воздухе | Уничтожено самолётов всего |
| ------------------------ | ------------------------- | -------------------------- |
| 9226                     | 228                       | 242                        |

Свои потери:
| Потеряно самолётов, всего | Погибло лётчиков всего | Погибло лётчиков в воздушных боях | Не вернулись с боевого задания | Погибло при налётах и прочие небоевые потери | Погибло в авиакатастрофах и умерло от ран |
| ------------------------- | ---------------------- | --------------------------------- | ------------------------------ | -------------------------------------------- | ----------------------------------------- |
| 99                        | 43                     | 18                                | 22                             | -                                            | 3                                         |

## Базирование полка
| Период       | Место базирования         |
| ------------ | ------------------------- |
| 5.45 — 8.45  | Вензиккендорф, Германия   |
| 8.45 — 1947  | Гроссенхайн, Германия     |
| 1947 — 1949  | Брандис, Германия         |
| 1949 — 10.51 | Фалькенберг, Германия     |
| 10.51 — 1989 | Тирасполь, Молдавская ССР |

## Самолёты на вооружении
| Период      | Самолёты           |
| ----------- | ------------------ |
| 1941 — 1941 | МиГ-3              |
| 1941 — 1942 | ЛаГГ-3             |
| 1942 — 1943 | Як-7Б              |
| 1943 — 1944 | Як-9Т              |
| 1944 — 1949 | Як-9               |
| 1949 — 1950 | Як-17              |
| 1949 — 1956 | МиГ-15             |
| 1956 — 1967 | МиГ-19П, ПМ, С, СВ |
| 1967 — 1975 | МиГ-21С            |
| 1975 — 1989 | МиГ-23М            |